# بتهمبستيد (باركشير)
بتهمبستيد (بالإنجليزية: Bothampstead)‏ هي قرية تقع في المملكة المتحدة في جنوب شرق إنجلترا.